# Culex kyotoensis
Culex kyotoensis is een muggensoort uit de familie van de steekmuggen (Culicidae). De wetenschappelijke naam van de soort is voor het eerst geldig gepubliceerd in 1952 door Yamaguti & LaCasse.